# Tetrapterys gracilis
Tetrapterys gracilis là một loài thực vật có hoa trong họ Malpighiaceae. Loài này được W.R.Anderson miêu tả khoa học đầu tiên năm 1981.